# وجود الإنسان في الفضاء

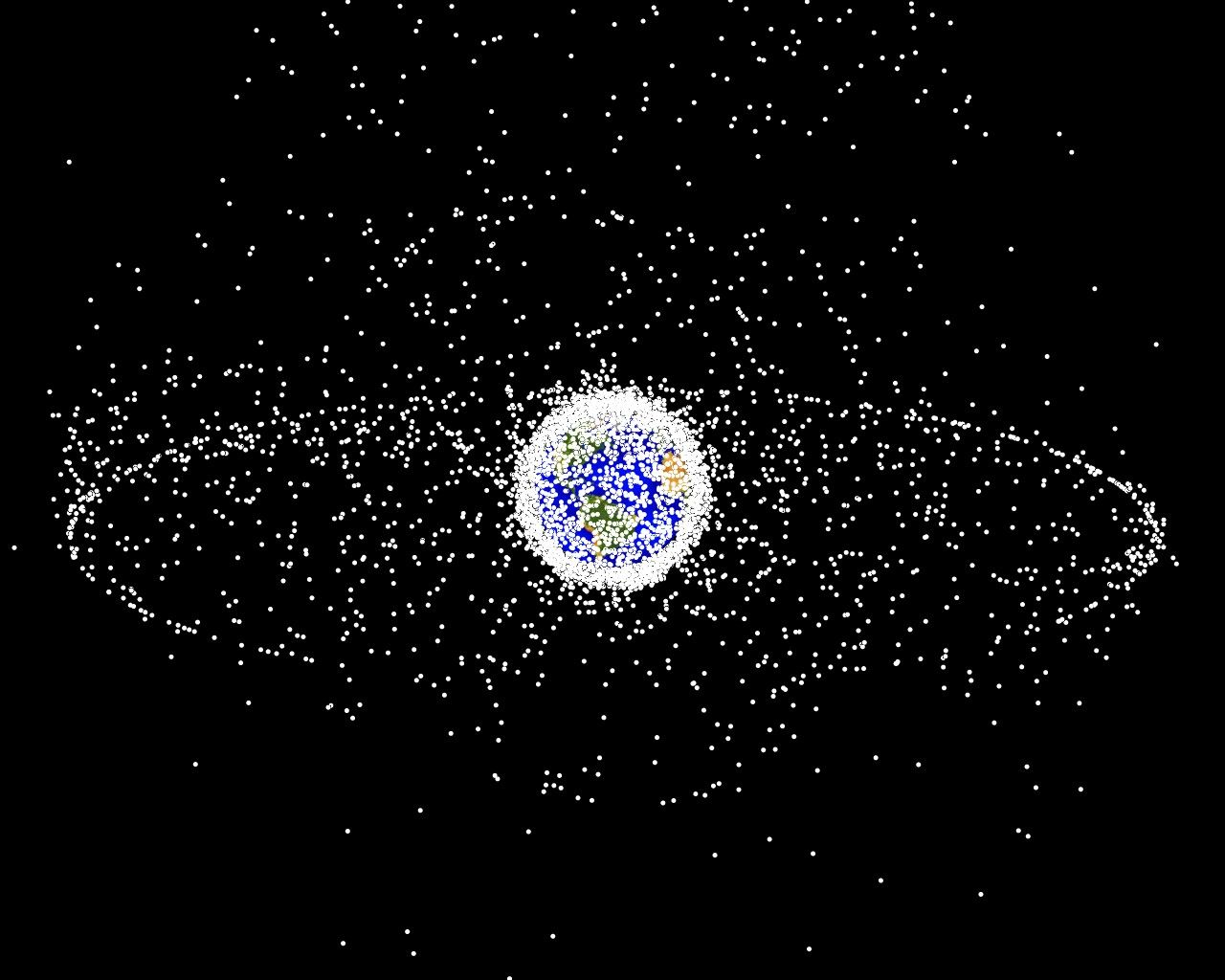
صورة حاسوبية للأقمار الصناعية ونفايات الفضاء حول كوكب الأرض.

وجود الإنسان في الفضاء (ويُعرف أيضًا بالوجود البشري في الفضاء أو الإنسانية في الفضاء) هو الحضور المباشر أو الحضور الموجه عن بُعد (الوجود عن بُعد) للبشر في الفضاء الخارجي، وفي معنى أوسع عبر الفضاء بما في ذلك الأجرام الفلكية. يمكن أن يتخذ وجود الإنسان في الفضاء، وخاصة من خلال الوسائل غير المباشرة، أشكالًا مادية متعددة، مثل الحطام الفضائي والمركبات الفضائية غير المأهولة والأقمار الصناعية الاصطناعية والمراصد الفضائية والمركبات الفضائية المأهولة والفن في الفضاء، إلى جانب المواقع البشرية في الفضاء الخارجي مثل المحطات الفضائية.
في حين أن وجود الإنسان في الفضاء، وخاصة استمراريته وديمومته، يمكن أن يكون هدفًا بحد ذاته، إلا أن لهذا الوجود مجموعة من الأغراض والأنماط، تتراوح بين استكشاف الفضاء، والاستخدام التجاري للفضاء، إلى الاستيطان خارج الأرض أو حتى استعمار الفضاء وعسكرة الفضاء. يتحقق وجود الإنسان في الفضاء ويتم الحفاظ عليه من خلال التقدم والتطبيقات في علوم الفضاء، خاصةً الملاحة الفضائية على شكل رحلات فضائية وبنية تحتية للفضاء.
حقق البشر حضورًا موجهًا في أجزاء مختلفة من المجموعة الشمسية، ولكن الحضور الأكثر انتشارًا كان في المدار حول الأرض. وصل البشر إلى الفضاء الخارجي بشكل غير مباشر في عام 1944 (MW 18014)، وحافظوا على وجود موجه منذ عام 1958 (Vanguard 1). كما وصلوا إلى الفضاء بشكل مباشر لأول مرة في 12 أبريل 1961 (يوري غاغارين)، واستمر هذا الوجود البشري المباشر بشكل متواصل منذ عام 2000 من خلال المحطة الفضائية الدولية (ISS)، أو منذ أواخر ثمانينات القرن العشرين مع بعض الانقطاعات من خلال محطة الفضاء «مير». مع تزايد واتساع وجود الإنسان في الفضاء المداري حول الأرض، ورغم فوائده، فقد أدى ذلك أيضًا إلى تهديده من خلال تراكم الحطام الفضائي، ما قد يؤدي إلى ظاهرة تُعرف بـ «متلازمة كيسلر». أدى ذلك إلى ضرورة وضع لوائح وإجراءات للتخفيف من هذه المشكلة لضمان الوصول المستدام إلى الفضاء الخارجي.
تم السعي نحو تأمين الوصول إلى الفضاء ووجود الإنسان فيه من خلال تأسيس قوانين الفضاء وصناعة الفضاء، ما أوجد بنية تحتية فضائية. مع ذلك، ظلت الاستدامة هدفًا صعب التحقيق، حيث رأت الأمم المتحدة الحاجة إلى تعزيز الاستدامة طويلة الأمد للأنشطة الفضائية في العلوم والتطبيقات الفضائية، بينما تعتبر الولايات المتحدة هذا الهدف جزءًا أساسيًا من سياستها وبرامجها الفضائية المعاصرة.

## تعريف المصطلحات
نظرًا لأن الفضاء الخارجي يُعتبر الامتداد السائد للفضاء، فإن كلمة «الفضاء» تُستخدم غالبًا كمرادف لـ «الفضاء الخارجي»، وتشير إلى وجود الإنسان في الفضاء باعتباره وجودًا بشريًا في جميع أنحاء الفضاء، بما في ذلك الأجرام الفلكية التي يحيط بها الفضاء الخارجي.
تستخدم الولايات المتحدة مصطلح «الوجود البشري» لتحديد أحد الأهداف طويلة الأمد لبرنامجها الفضائي وتعاونها الدولي. في حين يشير المصطلح تقليديًا إلى الوجود البشري المباشر، فإنه يُستخدم أيضًا للإشارة إلى الوجود الموجه عن بُعد. التمييز بين الوجود البشري في الفضاء كوجود بشري مباشر أو غير مباشر – مثل استخدام المركبات الفضائية المأهولة وغير المأهولة – ينبع من تاريخ تطور مفهوم الوجود البشري وكيفية فهمه.
يُستبدل أحيانًا مصطلح الوجود البشري، خصوصًا المباشر، في الفضاء بتعبير «الوجود الفعلي على الأرض» (boots on the ground) أو يُساوى مع مصطلح استعمار الفضاء. ولكن مثل هذه المصطلحات، وخاصة «الاستعمار» وحتى «الاستيطان»، يتم تجنبها والتشكيك في استخدامها لوصف الوجود البشري في الفضاء، لأنها تحمل مفاهيم محددة تتعلق بالملكية والاستحواذ، وتحمل أعباء تاريخية، مما يصف أشكال الوجود البشري بطريقة خاصة وغير عامة. بدلًا من ذلك، استخدم البعض مصطلح «أنسنة الفضاء»، والذي يختلف في تركيزه على التطوير العام والتأثير والبنية العامة لوجود الإنسان في الفضاء.
على المستوى الدولي، تستخدم الأمم المتحدة عبارة «أنشطة الفضاء الخارجي» للإشارة إلى الأنشطة التي تقوم بها الدول الأعضاء في الفضاء.

## العيش في الفضاء
يختلف العيش في الفضاء الخارجي اختلافًا جذريًا عن العيش على الأرض. يتأثر هذا الاختلاف بالبيئة المميزة للفضاء الخارجي، خاصةً الجاذبية الميكروية (التي تسبب انعدام الوزن) والفراغ شبه الكامل (الذي يؤدي إلى تعرض غير محمي للإشعاعات والمواد القادمة من أماكن بعيدة). يجب تلبية الاحتياجات الأساسية مثل الهواء والضغط ودرجة الحرارة والضوء بشكل كامل عبر أنظمة دعم الحياة. بالإضافة إلى ذلك، فإن الحركة وتناول الطعام والنظافة تواجه تحديات كبيرة.
الإقامات طويلة الأمد في الفضاء معرضة بشكل خاص لمخاطر التعرض للإشعاع وآثار الجاذبية الميكروية على الصحة. وقعت وفيات بشرية نتيجة حوادث أثناء الرحلات الفضائية، خاصةً أثناء الإطلاق أو إعادة الدخول إلى الغلاف الجوي. كان آخر حادث مميت أثناء رحلة فضائية هو حادثة مكوك الفضاء كولومبيا في عام 2003، ما رفع العدد الإجمالي للوفيات أثناء الرحلات إلى 15 رائد فضاء أمريكي و4 رواد فضاء سوفييت (كوزمونوت)، في خمس حوادث منفصلة. بالإضافة إلى ذلك، لقي أكثر من 100 شخص حتفهم في حوادث مرتبطة مباشرة بالأنشطة الفضائية أو الاختبارات المتعلقة بها.
لم يبقَ أي من هؤلاء المتوفين في الفضاء، ولكن منذ عام 1992، تم إرسال أجزاء صغيرة من رفات أشخاص متوفين كنوع من «الدفن في الفضاء» إلى الفضاء المداري، وحتى بشكل مثير للجدل إلى القمر منذ عام 1999. تدرس مجالات مثل علم الأحياء الفضائي والطب الفضائي وتكنولوجيا الفضاء وهندسة العمارة الفضائية بالتخفيف من تأثيرات الفضاء على البشر وغير البشر.

## الأغراض والاستخدامات
كان وجود الإنسان في الفضاء في بداياته مدفوعًا بالحرب الباردة و سباق الفضاء الناتج عنها. خلال هذه الفترة، كانت العوامل المهيمنة التي توجه السياسات الفضائية والأنشطة الناتجة عنها، بما في ذلك الوجود البشري المباشر في الفضاء، هي المنافسة التكنولوجية والقومية والإيديولوجية والعسكرية.
مع تراجع سباق الفضاء، والذي انتهى بتعاون في مجال الرحلات الفضائية المأهولة، تحول التركيز في سبعينات القرن العشرين نحو استكشاف الفضاء والتكنولوجيات الروبوتية عن بُعد، محققًا مجموعة من الإنجازات والتطورات التكنولوجية. لقد شمل استكشاف الفضاء في ذلك الوقت أيضًا انخراط الحكومات في البحث عن حياة خارج كوكب الأرض.
نظرًا لأن الأنشطة البشرية ووجود الإنسان في الفضاء أنتجت فوائد جانبية، بخلاف الأغراض المذكورة أعلاه، مثل مراقبة الأرض والأقمار الصناعية للاتصالات للاستخدام المدني، فقد نما التعاون الدولي مع مرور الوقت لتعزيز هذه الفوائد. على وجه الخصوص، بهدف استمرار الاستفادة من البنية التحتية الفضائية وعلوم الفضاء، دفعت الأمم المتحدة نحو ضمان الأنشطة البشرية في الفضاء الخارجي بطريقة مستدامة.
مع ظهور ما يُعرف بـ «الفضاء الجديد» (NewSpace) في العصر الحديث، زاد التركيز على الاستغلال التجاري للفضاء، إلى جانب الجهود إلى إسكان البشر في الفضاء لضمان بقاء بعض البشر بعيدًا عن الأرض أو بدونها. لكن هذا الطرح خضع لتحليل نقدي مظهرًا الأهداف الاستعمارية التي قد تكمن وراء الأنشطة والوجود البشري في الفضاء. أدى ذلك إلى تعمق البحث في مجالات بيئة وأخلاقيات الفضاء.